# Linkenheim-Hochstetten
Linkenheim-Hochstetten település Németországban, azon belül Baden-Württembergben. Lakosainak száma 12 243 fő (2023. december 31.).

## Népesség
A település népessége az elmúlt években az alábbi módon változott:
| Lakosok száma | 5666 | 7333 | 8790 | 9161 | 9645 | 10 357 | 11 598 | 11 759 | 11 577 | 12 243 |
|               | 1961 | 1967 | 1974 | 1980 | 1987 | 1993   | 2000   | 2006   | 2013   | 2023   |